# Лидија Беатовић
Лидија Беатовић (рођена 29. октобар 1966. у Сењу) је српска и југословенска књижевница научне фантастике. Објављивала је прозу у НФ часописима Алеф, Сириус и Знак Сагите, као и у Балканском књижевном гласнику. За причу Удно палисада награда добила је награду „Лазар Комарчић“ за најбољу причу 2007. године.
Од 1992. године живи и ради у Јужноафричкој Републици.

## Важније антологије и књижевни избори
Заступљена је у антологијама фантастичне приче:
- „Тамни вилајет“, уредио Бобан Кнежевић, Београд (1988)
- „Тамна звезда“, посебни додатак магазина Пресинг, уредио Дејан Огњановић, Ниш, (2005)
- „Угриз страсти (приче еротске фантастике)“, уредио Павле Зелић, Друштво љубитеља фантастике „Лазар Комарчић“, (2007).
- „Добар улов“ (2008)
- „Градске приче 3 - Фантастика“ (2008)
- „Градске приче 4 - Воденица“ (2008)